# Seznam opatů cisterciáckého kláštera ve Wąchocku
Klášter Wąchock byl znovu obsazen konventem v roce 1951. Od té doby stáli v čele komunity tito představení:
- 1951–1964 Augustyn Ciesielski (převor)
- 1964–1989 Benedykt Władysław Matejkiewicz (1. opat)
- 1989–1996 Alberich Józef Siwek (2. opat)
- 1996–2006 Eustachy Gerard Kocik (3. opat)
- od r. 2006 Eugeniusz Ignacy Augustyn (4. opat)